# Bertram Haynes
Bertram Eric Haynes (* 4. Juli 1968) ist ein ehemaliger Sprinter von St. Kitts und Nevis.

## Karriere
Bei den Weltmeisterschaften 1991 startete er über die 100 Meter im siebten Vorlauf, wo er mit 10,82 Sekunden auf dem vierten Platz nicht weiterkam. Über 200 Meter Lauf startete er im dritten Vorlauf, landete mit 21,58 Sekunden auf dem siebten Platz und kam ebenfalls nicht weiter.
Bei den Weltmeisterschaften 1995 war er Teil der 4-mal-100-Meter-Staffel. Diese erreichte im vierten Vorlauf mit 40,12 Sekunden den sechsten Platz und schied aus.
Er war bei den Olympischen Spielen 1996 in Atlanta zusammen mit Ricardo Liddie, Kim Collins und Alain Maxime Isiah Teil der 4-mal-100-Meter-Staffel. Diese erreichte im zweiten Heat eine Zeit von 40,12 Sekunden, womit die Staffel viertplatziert ausschied.